# Hermann Dalton

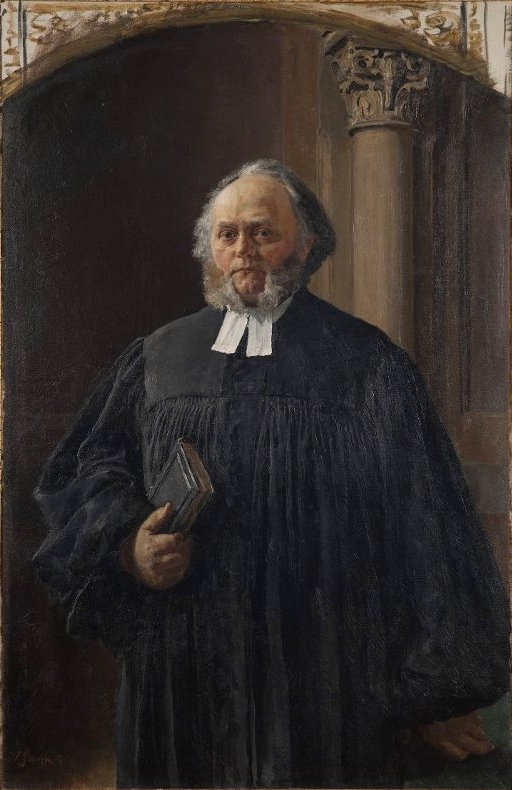
Hermann Dalton, Gemälde von Walentin Alexandrowitsch Serow (1889)

Hermann Friedrich Dalton (* 20. August 1833 in Offenbach am Main; † 7. Mai 1913 in Berlin) war ein deutscher evangelisch-reformierter Geistlicher, der von 1858 bis 1888 in St. Petersburg wirkte. Er war Chronist wie auch Protagonist des Protestantismus im Russischen Reich.

## Leben
Hermann Dalton war der Sohn des wohlhabenden ehemaligen britischen Offiziers und Reisenden Lawrence Dalton und dessen Frau Friederike, geb. Baumann. Kurz nach Hermanns Geburt ließ sich die Familie in Frankfurt am Main nieder. Von 1844 bis zum Abitur besuchte er das Frankfurter Städtische Gymnasium und studierte von 1853 bis 1856 Evangelische Theologie an den Universitäten Marburg, Berlin und Heidelberg. Er war wie damals üblich zunächst als Lehrer an der Höheren Bürgerschule in Frankfurt tätig.
Im September 1858 erhielt er einen Ruf an die Deutsche Reformierte Kirche in St. Petersburg. Vor seiner Ausreise fand seine Ordination am 19. September 1858 in Frankfurt statt. Am 9. November 1858 in St. Petersburg in sein Amt eingeführt. Hier entwickelte er eine reiche Tätigkeit auf der Grundlage eines profiliert kulturprotestantischen und sozialethischen Amtsverständnisses, mit dem er sich von der vorherrschenden russisch-orthodoxen Kirche und ihren Vertretern absetzte und ein intellektuell interessiertes deutschsprachiges Publikum ansprach, das weit über die Gemeinde hinausging. Dazu gehörten Vorträge über Religion und Kultur, die er auch veröffentlichte.

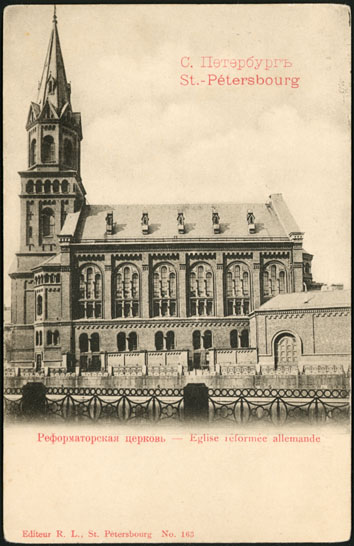
Deutsche Reformierte Kirche in St. Petersburg (um 1900)

In seiner Amtszeit erhielt die Gemeinde ein repräsentatives, 1862 bis 1865 nach Plänen von Harald Julius von Bosse  mit Dawid Iwanowitsch Grimm erbautes Kirchengebäude an der Uferstraße Bolschaja Morskaja Uliza 58, das 1872 von Karl Karlowitsch Rachau erweitert wurde. Nach der Oktoberrevolution wurde die Kirche säkularisiert und diente seit den 1930er Jahren nach Umbau als Kulturpalast der Postarbeiter.
Verbunden mit der Pfarrstelle war ab 1869 das Amt eines Konsistorialrats der Reformierten Sitzung des St. Petersburger evangelisch-lutherischen Konsistoriums. Diese war verantwortlich für die deutschsprachige und die französischsprachige reformierte Gemeinde in Petersburg, die deutschsprachigen reformierte Gemeinde in Odessa, und die reformierten Kolonisten-Gemeinden in Chabag (Schabo), Neudorf (Carmanova) und Rohrbach (Romanovca) in Bessarabien. Dalton reiste viel und weit, bis hin nach Indien und in die USA, und verfasste eine Fülle von Reiseberichten. In seiner Arbeit und seinen Publikationen vertrat er eine europäische, ja globale Perspektive.
In St. Petersburg war er von 1858 bis 1883 Direktor der Evangelischen Haupt-Bibelgesellschaft im Russischen Reich. Er war an zahlreichen Projekten der Inneren Mission und Diakonie führend beteiligt, so an der Gründung des Gesellenhauses Zur Palme 1865, der Stadtmission 1876, des Sittlichkeitsvereins 1881 sowie des evangelischen Kinderheims Pargala. Schon seit 1865 gehörte er dem deutschen Central-Ausschuss für die Innere Mission in Berlin an. Im Russisch-Osmanischen Krieg (1877–1878) gründete er ein evangelisches Kriegslazarett in der Türkei.
Anfang 1889 legte er sein Amt nieder und zog nach Berlin. Im Zuge der Politik der Russifizierung war es zu starken Spannungen zwischen der Regierung Zar Alexanders III. und den nicht-orthodoxen Kirchen und Glaubensgemeinschaften gekommen. Ihr Wirken wurde zugunsten der russisch-orthodoxen Staatskirche immer mehr beschränkt. Als nach einer Bittschrift der Evangelischen Allianz an den Zaren für diesen Konstantin Petrowitsch Pobedonoszew, Ober-Prokurator der Heiligen Synode der Russisch-Orthodoxen Kirche, mit einer schroff ablehnenden Antwort reagierte, in der er den lutherischen Ritterschaften der baltischen Provinzen Verrat vorwarf, antwortete Dalton mit einem Offenen Sendschreiben, das er in Deutschland veröffentlichte. In ihm beschuldigte er Pobedonoszew, einen „Kampf gegen die Gewissensfreiheit“ zu führen. Russland sei „vereinsamt und allein noch in Europa der Gewissensfreiheit unzugänglich“. Die Schrift erregte großes Aufsehen. Der Verlag veröffentlichte eine russische Übersetzung, die auch kurzzeitig in Russland verbreitet wurde, bevor sie von der Zensur verboten wurde. Es kam zu verschiedenen Gegenschriften.
In Berlin war Dalton für die Berliner Stadtmission, als Gastprediger und Schriftsteller tätig. Berufungen auf Professuren in Bonn und Marburg oder als Hofprediger in Berlin lehnte er ab. In der Zeit vor dem Ersten Weltkrieg galt er als „die größte lebende Autorität zum Protestantimus in Russland“.
Seit 1862 war er verheiratet mit Sarah, geb. Brandt (1840–1908), Tochter eines deutschstämmigen Kaufmanns in St. Petersburg und Enkelin des Reeders Wilhelm Brandt.
Er wurde in St. Petersburg auf dem Lutherischen Teil des Smolensker Friedhofs beigesetzt.

## Bibliothek
Dalton hatte in jahrzehntelanger Sammeltätigkeit eine reiche Privatbibliothek aufgebaut, die er 1909 dem Reformierten Predigerseminar Elberfeld stiftete.

## Ehrungen
- Ehrendoktor (D. theol.) der Theologischen Fakultät der Philipps-Universität Marburg im Lutherjahr 1883

## Werke
- Geschichte  der  reformierten  Kirche  in  Rußland.  Gotha  1865
- Sechs Vorträge: Dante und sein Bezug zur Reformation und zur modernen evangelischen Bewegung in Italien. St. Petersburg: Schmitzdorff 1870
- Reisebilder aus dem Orient. St. Petersburg: Schmitzdorff 1871
- Ein Gang durch Londoner Wohlthätigkeits-Anstalten und Streiflichter aus dem kirchlichen Leben Hollands der Gegenwart: Reiseeindrücke. Wiesbaden 1875
- Johannes von Muralt. Eine Pädagogen- und Pastoren-Gestalt der Schweiz und Rußlands aus der ersten Hälfte des XIX. Jahrhunderts. Wiesbaden 1876
- Johannes a Lasco: Beiträge zur Reformationsgeschichte Polens, Deutschlands und Englands. Gotha 1881

Nachdruck Nieuwkoop: de Graaf 1970 ISBN 90-6004-265-4
- Evangelische   Strömungen   in  der  russischen   Kirche  der  Gegenwart.  Heilbronn 1881
- Immanuel. Der Heidelberger Katechismus als Bekenntnis- und Erbauungsbuch der evangelischen Gemeinde erklärt und ans Herz gelegt. Wiesbaden 1883
- Beiträge  zur  Geschichte  der evangelischen  Kirche  in  Rußland.  4  Bände,  1887–1904
- Nachdruck 2013, auch online  ISBN 978-3-428-56248-0
- Urkundenbuch der evangelisch-reformirten Kirche in Rußland. Gotha: Perthes 1889
- Zur Gewissensfreiheit in Rußland: Offenes  Sendschreiben  an  den  Oberprokureur  des  russischen  Synods  Herrn  Wirkl.  Geheimrat  Konstantin  Pobedonoszeff.  Leipzig  1889

Nachdruck der 3. Auflage 2013, auch online ISBN 978-3-428-56249-7
- Die  Russische  Kirche.  Leipzig  1892
- Der  Stundismus  in  Rußland.  Gütersloh 1896
- Johannes Goßner . Ein Lebensbild aus der Kirche des 19. Jahrhunderts.  Berlin 1898
- Lasciana: Nebst den ältesten evangelischen Synodalprotokollen Polens 1555-1561. Berlin 1898

Nachdruck Nieuwkoop: de Graaf 1973 ISBN 90-6004-308-1
- Daniel Ernst Jablonski: Eine preußische Hofpredigergestalt in Berlin vor zweihundert Jahren. Berlin 1903
- Lebenserinnerungen.  3  Bände,  Berlin  1906–1908